# Knektöverste
Knektöverste var en titel på befälhavare över ett regemente knektar (fotfolk). Titeln är belagd i Sverige från cirka 1575.